# Christian Ernst von Solms
Christian Ernst Graf von Solms (auch zu Solms-Baruth) (geb. 1. Mai 1706 in Baruth; gest. 6. Mai 1748 ebenda) war ein preußischer Landrat.

## Leben

Wappen der Grafen zu Solms

Christian Ernst Graf von Solms war Angehöriger des Adelsgeschlechts Solms. Er war ein Sohn des Johann Christian Graf von Solms (* 8. Oktober 1670; † 17. Oktober 1726), Erbherr auf Baruth und dessen Ehefrau Helene Constanze (* 11. Oktober 1677; † 22. Mai 1753), geb. Henckel von Donnersmarck. Im Jahr 1726 nahm er ein Studium an der Universität Wittenberg auf. 1743 wurde er zum ersten Landrat des Kreises Pleß ernannt. Das Amt übte er bis 1747 aus, sein Nachfolger wurde Erdmann Jaroslav von Skrbensky. Ab 1748 amtierte er nochmals als Landrat im Kreis Leobschütz.

## Familie
Christian Ernst Graf von Solms war in erster Ehe seit Juli 1730 mit Julie Henriette (1705–1739), geb. von Morawitzky und Rudnitz verheiratet. Die Ehe blieb kinderlos. Nach ihrem Tod heiratete er am 19. Oktober 1740 in zweiter Ehe Gräfin Johanna Eleonore Josepha, geb. Henckel von Donnersmarck (* 15. April 1710 in Oderberg; † 6. Mai 1774 in Zwickau). Aus dieser Ehe ging der Sohn Johann Constantin (* 5. September 1744; † 1. Juni 1748) hervor.